# Харитонов, Олег Петрович
Олег Петрович Харитонов (род. 13 апреля 1968, Чунский район, Иркутская область) — российский лыжник и легкоатлет.

## Карьера
Родился в селе Новочунка Иркутской области. После 8 класса поехал в Иркутск поступать на геолога. Но по стечению обстоятельств поступил в педагогическое училище на физическую подготовку. Здесь занялся лыжными гонками — и не без успеха. После года работы в школе поступил в физкультурный институт в Улан-Удэ. После окончания института вместе с женой переехал в её родной Первоуральск. На «Уралэлектромеди» начинает выступать в заводской команде и показывает очень хорошие результаты. Осенью 1999 года — первый международный старт на Кубке Европы в Польше. И сразу бронзовая медаль.
В апреле 2000 года на чемпионате Европы сборная команда России в составе Олега Харитонова, Фарита Ганиева (Саранск) и Игоря Тяжкороба[уточнить] (Курск) завоевала европейское «золото». В личном зачете Олег стал бронзовым призёром.
В 2002 году Олег на три минуты улучшил мировой рекорд Дональда Ричи на 100 миль, установленный в 1977 году.
Позже переехал в Верхнюю Пышму. Спортсмен-инструктор спортивного клуба «Уралэлектромедь».

## Достижения
- Бронзовый призёр Кубка Европы по сверхмарафону — 100 км 6:50.56 (Польша, 1999 г.)
- Экс-рекордсмен мира в беге на 100 миль (11:28.03)
- Двукратный победитель горного марафона «Конжак»
- Победитель сверхмарафона The Comrades в ЮАР 2006 г., серебряный призёр 2003 и 2005 г.
- Чемпион кубка Европы в беге на 50 км

## Соревнования
| Год  | Соревнования     | Город     | Дата         | Дистанция | Результат                  | Место |
| ---- | ---------------- | --------- | ------------ | --------- | -------------------------- | ----- |
| 2000 | Чемпионат Европы | Бельвес   | 29—30 апреля | 100 км    | 6:47.00 (личный зачёт)     | III   |
| 2000 | Чемпионат Европы | Бельвес   | 29—30 апреля | 100 км    | 20:15.04 (командный зачёт) | I     |
| 2000 | Чемпионат мира   | Винсхотен | 9 сентября   | 100 км    | 6:29.29                    | III   |
| 2001 | Чемпионат мира   | Кледер    | 26 августа   | 100 км    | 7:05.45                    | 17    |
| 2002 | Чемпионат Европы | Винсхотен | 14 сентября  | 100 км    | 6:41.16 (личный зачёт)     | III   |
| 2002 | Чемпионат Европы | Винсхотен | 14 сентября  | 100 км    | 20:13.04 (командный зачёт) | I     |
| 2003 | Чемпионат мира   | Тайбэй    | 16 ноября    | 100 км    | 7:22.09                    | 5     |
| 2004 | Чемпионат мира   | Винсхотен | 11 сентября  | 100 км    | 6:32.56                    | III   |
| 2005 | Чемпионат Европы | Винсхотен | 10 сентября  | 100 км    | 6:30.31                    | I     |
| 2005 | Чемпионат Европы | Винсхотен | 10 сентября  | 100 км    | 20:21.40 (командный зачёт) | I     |
| 2006 | Чемпионат мира   | Мисари    | 8 октября    | 100 км    | 6:42.02                    | III   |
| 2007 | Чемпионат мира   | Винсхотен | 8 сентября   | 100 км    | 6:30.22                    | III   |
| 2007 | Чемпионат Европы | Винсхотен | 8 сентября   | 100 км    | 6:30.22                    | I     |
| 2007 | Чемпионат Европы | Винсхотен | 8 сентября   | 100 км    | (командный зачёт)          | I     |

### Чемпионаты России
- Чемпионат России в беге на 50 км
  - 1. (Черноголовка, апрель 2002).
  - 5. (3:03.57. Пущино, 16.4.2006)
- Чемпион России в горном беге

## Мировой рекорд в беге на 100 миль
К 25-летию мирового рекорда «Дона» Ричи в Лондоне был организован забег на 100 миль. Директор соревнований, Джон Фоден, ранее организовывал Спартатлон (в 1982) и первый международный чемпионат (чемпионат мира) ИАЮ по суточному бегу (в 1990 году).
В восемь часов утра на беговой дорожке стадиона Crystal Palace, где 25 лет назад был установлен мировой рекорд, стартовало 14 бегунов. Четверо уложилось в 17-часовой лимит времени. 58-летний президент RRC Дональд Ричи сошёл на 98-м км. Третьим финишировал Вильям Сихель (Великобритания), в будущем известный бегун на 3100 миль. Он показал 15:17.47, проиграв российскому дуэту почти 4 часа. Погода, с утра ясная и холодная, сменилась проливным ливнем с сильными порывами ветра. 22-летний Денис Жалыбин всю дистанцию бежал в шортах, майке с длинными рукавами и красной бандане. Более опытный Олег Харитонов, стартовав легко одетым, вскоре потратил круг на переодевание. Марафон оба прошли около 2:56, 100 км около 7 часов. На 150 км у Жалыбина было 10:34.30 (старый мировой рекорд Дона Ричи 10:36.12); у Харитонова 10:41.47. Он резко увеличил скорость, проходя круг за 1.30 (6 минут на милю). На финише его время 11:28.03. Выше рекорда Ричи (11:30.51) и у Жалыбина — 11:29,32.

## Разряды
- Звание «Мастер спорта России» (лыжные гонки, 1997).
- Звание «Мастер спорта России международного класса» (лёгкая атлетика, 2000).
- Звание «Заслуженный мастер спорта России» (лёгкая атлетика, 2008).

## Тренерская карьера[3]
В 2011 году удостоен почётного звания заслуженный тренер России
Известные воспитанники:
- Олег Кульков
- Татьяна Жиркова
- Марина Мышлянова
- Эльза Киреева
- Нина Поднебеснова
- Александра Морозова